# 阿爾納河
50°44′37.37″N 8°44′17.77″E / 50.7437139°N 8.7382694°E

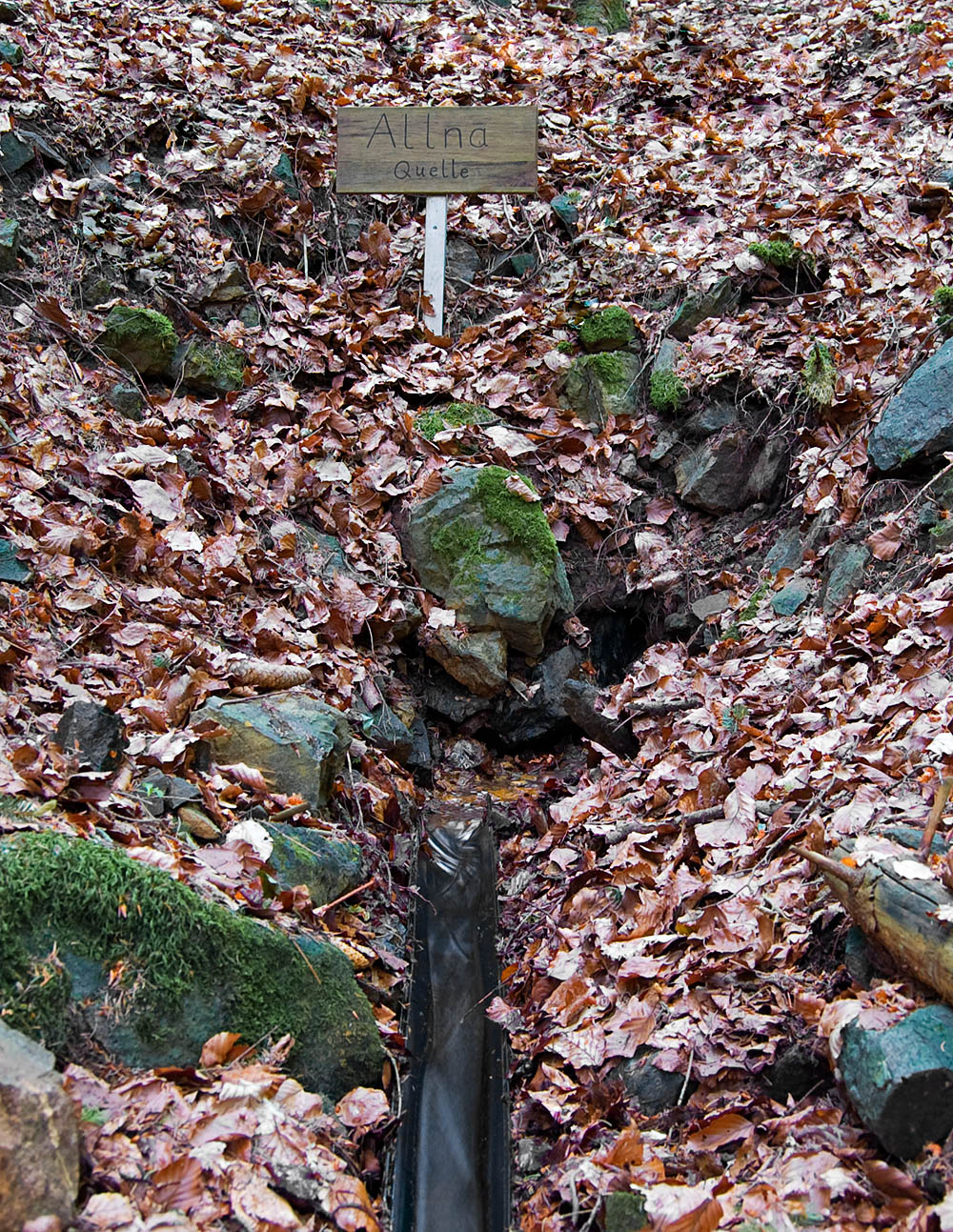

阿爾納河（德語：Allna），是德國的河流，位於該國中部，由黑森州負責管轄，屬於蘭河的右支流，河道全長20.3公里，流域面積91.8平方公里，河口處在馬爾堡以南。